# باکرگانج
باکرگانج (به لاتین: Bakerganj) یک تقسیمات کشوری در بنگلادش است که در Bakerganj Upazila واقع شده‌است.
 باکرگانج ۶٫۲۵ کیلومتر مربع مساحت و ۲۹,۸۹۰ نفر جمعیت دارد.